# Zarządzanie europejskie
Zarządzanie europejskie jest definiowane jako „międzykulturowe, zorientowane społeczne zarządzanie, oparte na podejściu interdyscyplinarnym”. Zarządzanie europejskie nie ma charakteru krajowego czy międzynarodowego – mieści się pomiędzy tymi dwoma ujęciami.

## Charakterystyka
Zarządzanie europejskie wyróżnia się trzema aspektami:
1. W zarządzaniu europejskim ważne jest, aby brać pod uwagę różne kultury obecne w Europie oraz ich wpływ na praktykę biznesu, celem zidentyfikowania podobieństw i różnic w środowiskach organizacyjnych i zwyczajach panujących w organizacjach.
2. Reguły zarządzania w Europie charakteryzują się szerokim kontekstem społecznym, co przyjmuje postać aktywności związanych ze społeczną odpowiedzialnością biznesu.[3].
3. Od menedżerów europejskich wymagana jest umiejętność przystosowywania się do zróżnicowanych warunków prawnych, społecznych, politycznych i gospodarczych w Europie. Taka zdolność adaptacji wiąże się z umiejętnością stosowania interdyscyplinarnego podejścia w zarządzaniu[4].

## Różnica w stosunku do zarządzania amerykańskiego
Zarządzanie europejskie jest konfrontowane z amerykańską lub japońską kulturą zarządzania. Przykładowo, gdy Amerykanie łatwiej podejmują ryzyko oczekując wysokiej stopy zwrotu, Europejczycy wybierają stabilność determinującą potencjalnie niższe korzyści. Podejście europejskie jest częstokroć uważane za silnie równoważące efektywność gospodarczą z kontekstem społecznym.

## Przyszłość zarządzania europejskiego
W czasach globalizacji takie wyzwania jak różnorodność kulturowa, wartości społeczne, społeczna odpowiedzialność biznesu czy zdolność do przystosowania się i elastyczność w działaniu stają się coraz ważniejsze. Z tego względu, wielu uważa, że znaczenie europejskiego stylu zarządzania będzie rosło.

## Dalsza lektura
- Bloom Helen, Roland Calori, Philippa de Woot (1996) Zarządzanie europejskie. Poltext.
- Calori Roland, De Woot Philippe (1995) A European Management Model: Beyond Diversity: Unity in Diversity. Prentice-Hall.
- Kaplan Andreas (2015) European business and management. Sage Publications Ltd., London.
- Thurley Keith, Wirdenius Hans (1989) Towards European Management, FT Prentice Hall.